# 한다혜 (배구 선수)
한다혜(1995년 2월 28일 ~ )는 대한민국의 배구 선수로 포지션은 리베로이다. 현재 광주 페퍼저축은행 AI 페퍼스 소속으로 뛰고 있다.

## 출신학교
- 추계초등학교
- 중앙여자중학교
- 원곡고등학교

## 선수 시절
2013-2014시즌 V리그 여자 신인선수 드래프트에서 GS칼텍스의 3라운드 5순위 지명을 받고 입단한다. GS칼텍스 팀 내에 국가대표 리베로 나현정이 있어서 출전 기회를 잡지 못했다. 결국 13-14시즌에는 한 경기, 한 세트도 출전하지 못했다.
18-19 시즌 도중 주전 리베로였던 나현정이 팀을 떠나면서 주전 리베로로 활약하기 시작했다. 19-20시즌 주전 리베로로 활약하면서 리시브 효율 4위(41.26%), 디그 5위(세트당 4.548)를 기록했다. 2020 - 2021 시즌 종료 후 데뷔 이래 첫 FA 자격을 얻었고 GS칼텍스와 재계약했다.
2023 - 2024 시즌을 마치고 데뷔 이래 두 번째로 FA 자격을 얻었으며, 계약 기간 3년에 연봉, 옵션 모두 합쳐 8. 7억원에 광주 페퍼저축은행 AI 페퍼스에 이적하였다.